# Clarissenkloster (Einbeck)

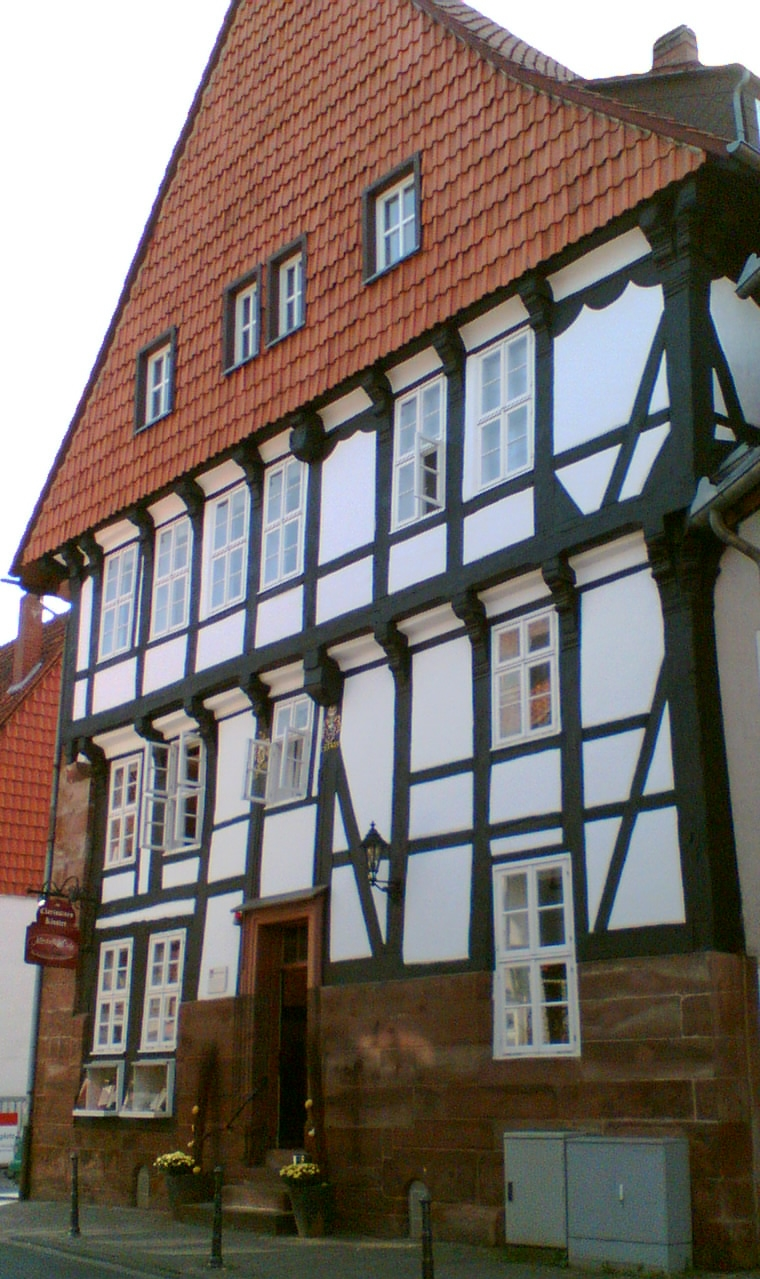
Das vorwiegend aus Bruchsteinmauerwerk gebaute Gebäude, dessen Nordseite eine Fachwerkkonstruktion auf Wesersandstein-Sockel ist

Das Clarissenkloster, lateinisch „conventus sororum de tertia regula S. Francisci ordinis S. Clarae“, war ein Kloster in Einbeck.
Es befand sich in der Maschenstraße, im Südwesten der Altstadt, wo später eine Leinenlegge eingerichtet wurde. Heute befindet sich ein Café in dem Gebäude, das rund 50 m westlich des Eickeschen Hauses liegt.

## Der Konvent
Die Stifter und das Gründungsjahr sind nicht überliefert. Die erste Urkunde stammt aus dem Jahr 1471. Gewidmet war es dem Heiligen Kreuz, so dass es auch „Süsterhus des heiligen Cruces“ genannt wurde. Die Nonnen trugen graue wollene Kleidung. Anfangs waren es Beginen. Sie lebten aber bald nach den Regeln des heiligen Franciscus bzw. der heiligen Clara. Sie hatten keine eigene Kirche, vielmehr benutzten sie die Marktkirche mit. Erst 1489 gestattete Sankt Alexandri eine Kapelle in dem Kloster einzurichten. Die Vorsteherin war eine Mater. Die Aufsicht führte ein Franziskaner-Provinzial.
Zum Kloster gehörte ein Garten und ein Hof zwischen Altendorfer und Benser Tor aus einer Stiftung des Bürgers Husbrand von 1471. Außerdem hatte es etwas Kapital bei der Kämmerei Hildesheim. Zur Fastenzeit sammelten die Nonnen Almosen. Die ökonomischen Angelegenheiten regelte ein Prokurator. 1521 gab die Bürgerin Margaretha Tiesemann dem Kloster 250 rheinische Goldgulden, wovon die Nonnen jährlich in der Fastenzeit vor Ostern 13 arme Bürger versorgen sollten.
Die Gestaltung des Siegels ist nicht überliefert. Dieses Nonnenkloster diente auch Jungfrauen aus Einbeck und Umgebung als Zufluchtsort. Wie die benachbarten Klöster Höckelheim und Wiebrechtshausen hatte die Bildung einen hohen Stellenwert. Da die Nonnen Latein konnten, schrieben sie Bücher ab und konnten auch gut nähen, stricken und sticken, was ihren Gottesdienst um wohltätiges Wirken für die Gesellschaft ergänzte.
Nach Einführung der Reformation gestand der Stadtrat den Clarissen ein lebenslanges Wohnrecht im Kloster zu. Erst als die letzte Konventsangehörige 1582 verstorben war, wurde das Gebäude privat genutzt.

## Die erhaltene Bausubstanz des Klosters
Obwohl das Kloster nach der Einführung der Reformation 1537 aufgelöst werden sollte, wurde es nach dem Stadtbrand von 1540 wieder aufgebaut. Heute zu sehen ist die massive, 19,5 m lange, 8,7 m hohe und 1,3 m starke Brandwand des zweiten Stadtbrands (1549). Außer dieser Mauer gehörten zur Kernsubstanz des Klostergebäudes ein 1957 eingestürzter Keller im Südosten sowie die beiden steinernen Untergeschosse des südlichen Anbaus. Für diesen Anbau sind wechselnde Nutzungen als Kapelle, Archiv oder Abtritt möglich.